# Коркыт (станция)
Коркыт (каз. Қорқыт) — станция в Кармакшинском районе Кызылординской области Казахстана. Входит в состав Жосалинского сельского округа. Код КАТО — 434630600.

## Население
В 1999 году население станции составляло 196 человек (104 мужчины и 92 женщины). По данным переписи 2009 года, в населённом пункте проживали 202 человека (104 мужчины и 98 женщин).

## Мемориал «Коркыт-Ата»
Мемориал «Коркыт-Ата» (каз. Қорқыт Ата) расположен в 3 км к юго-востоку от станции. Посвящён легендарному тюркскому поэту-песеннику и композитору IX века Коркыту (Коркуту). Мемориал включает основной памятник в форме нескольких кобызов: «Поющий тюльпан», амфитеатр для традиционных казахских песенных состязаний, ряд скульптурных и архитектурных памятников («Пирамида желаний», «Баран»), здание музея с этнографической и археологической экспозицией. В окрестностях комплекса расположено несколько некрополей с почитаемыми памятниками: стела на берегу Сырдарьи, где ранее находился мазар Коркыт-Ата, башня Аксак-Кыз («Хромая девушка») и др.

## Галерея

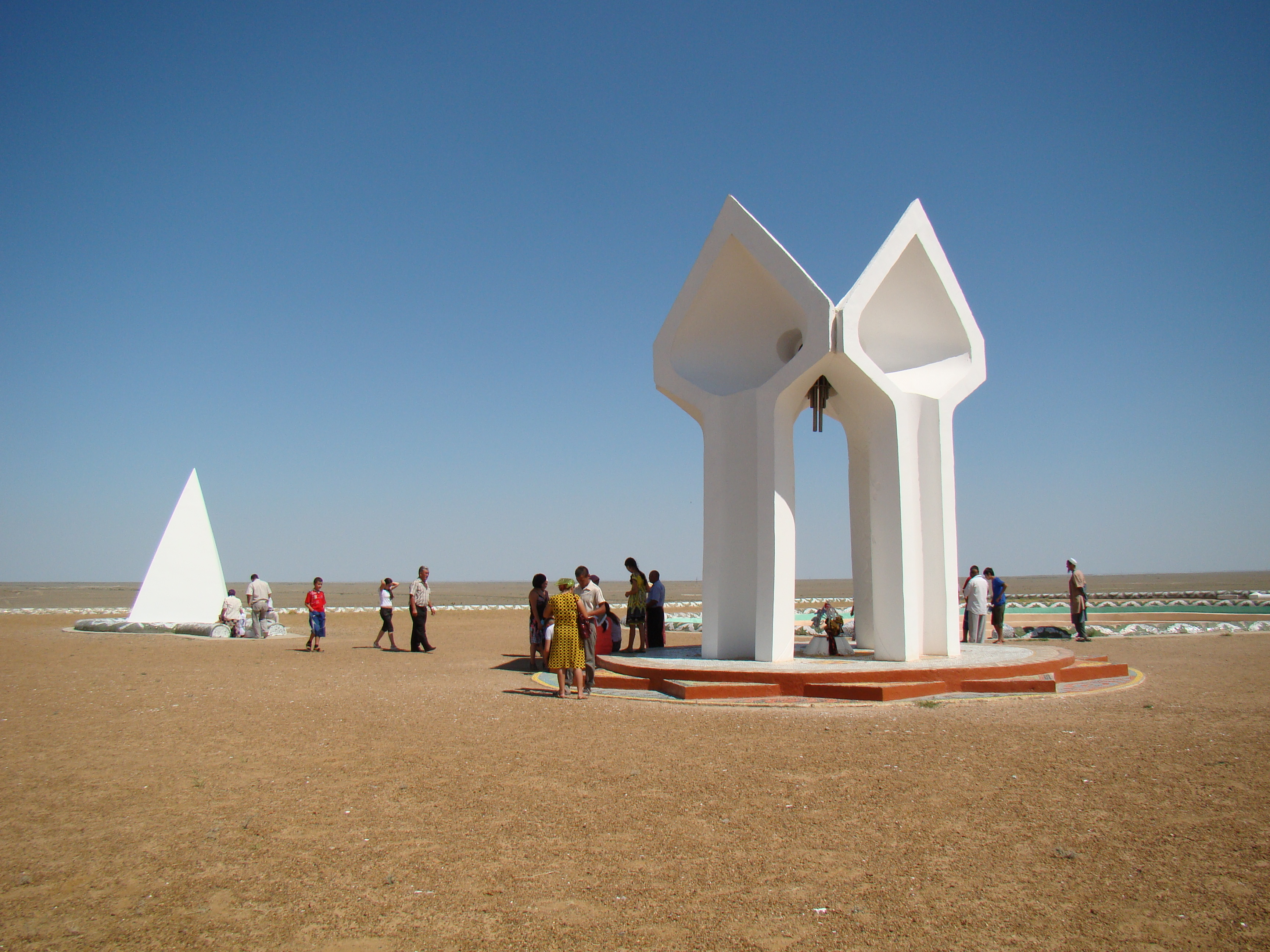
Мемориал «Коркут-Ата»
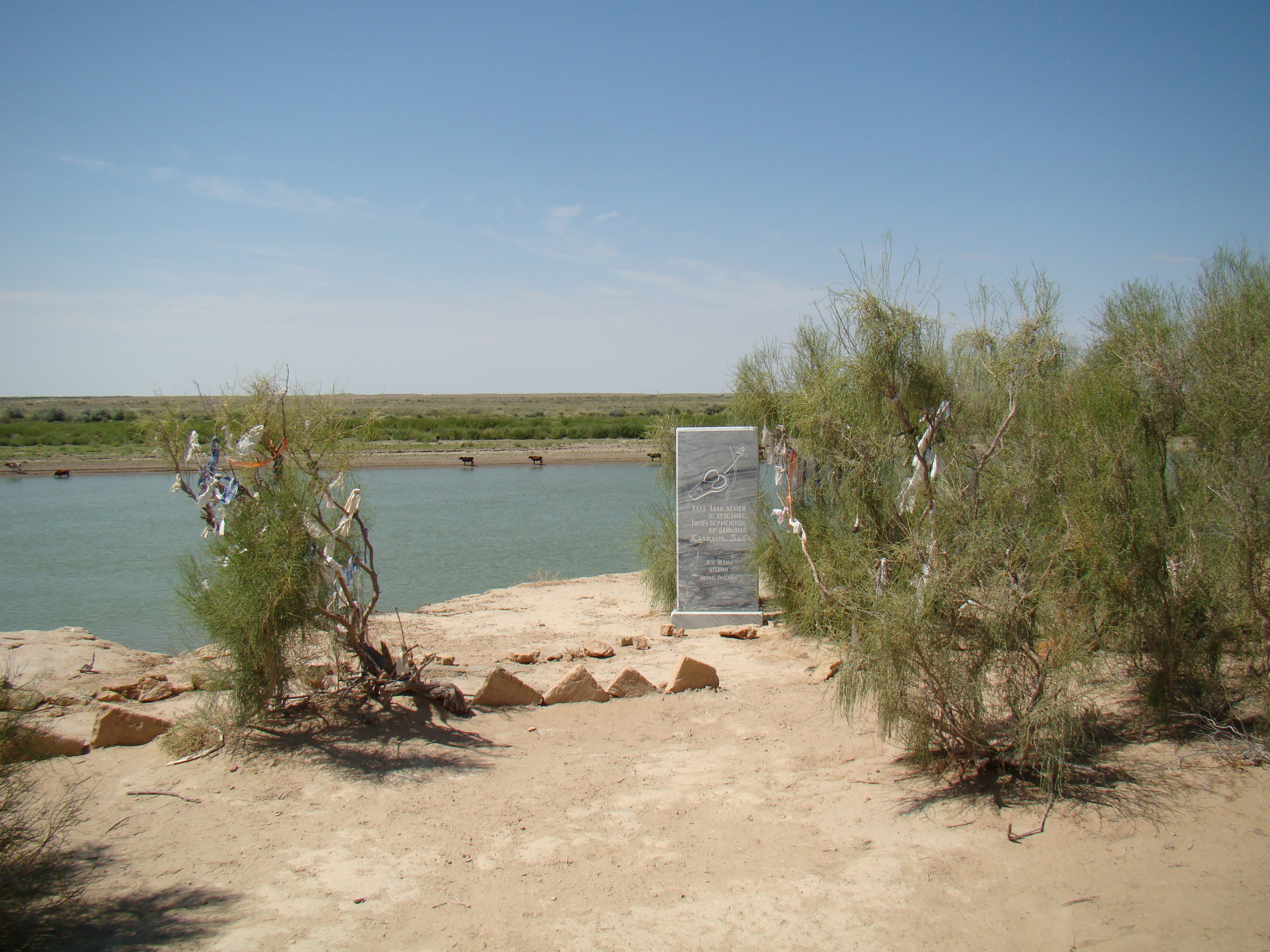
Обелиск у места бывшего мазара Коркут-Ата
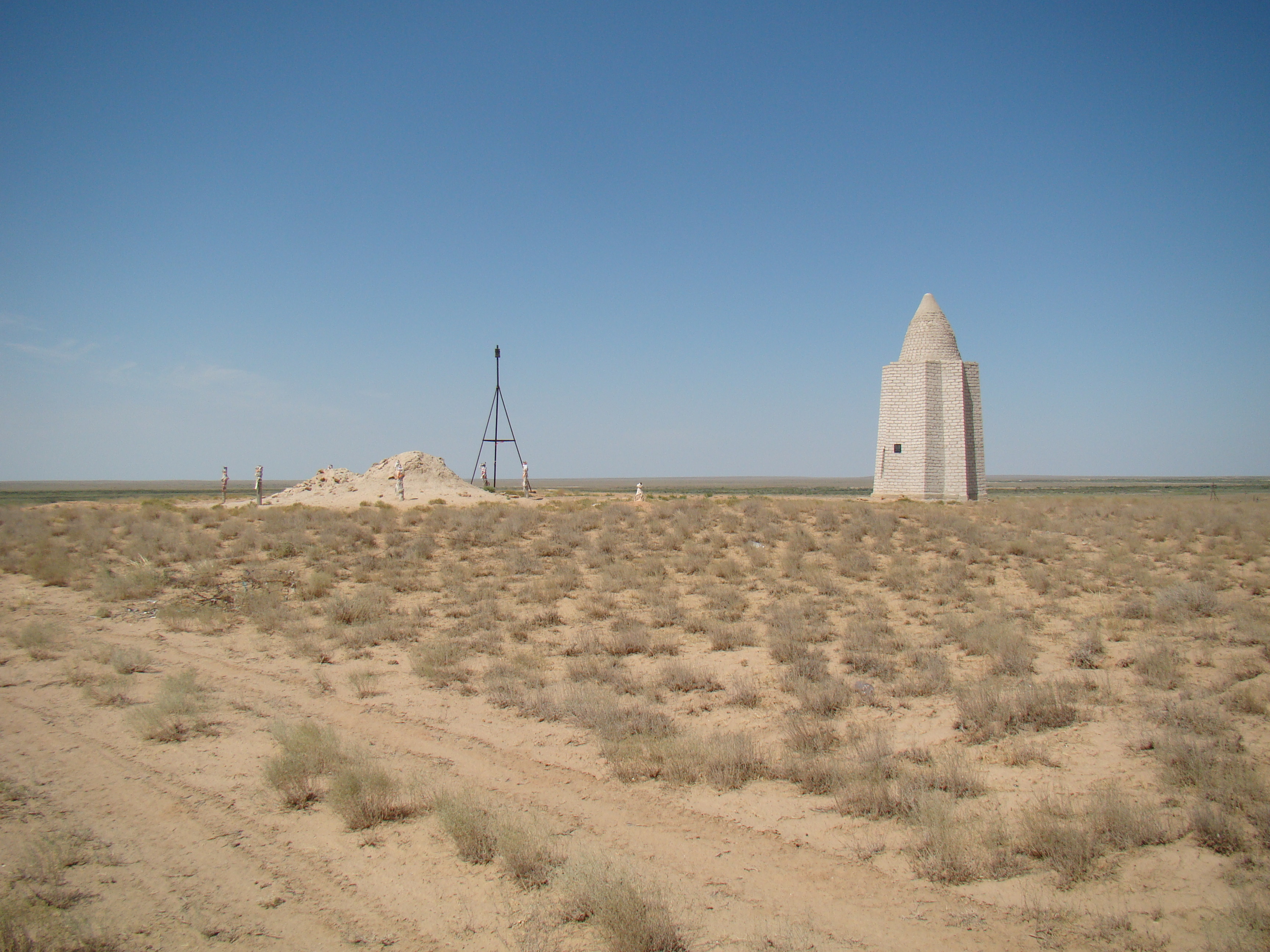
Развалины средневековой башни Аксак-Кыз
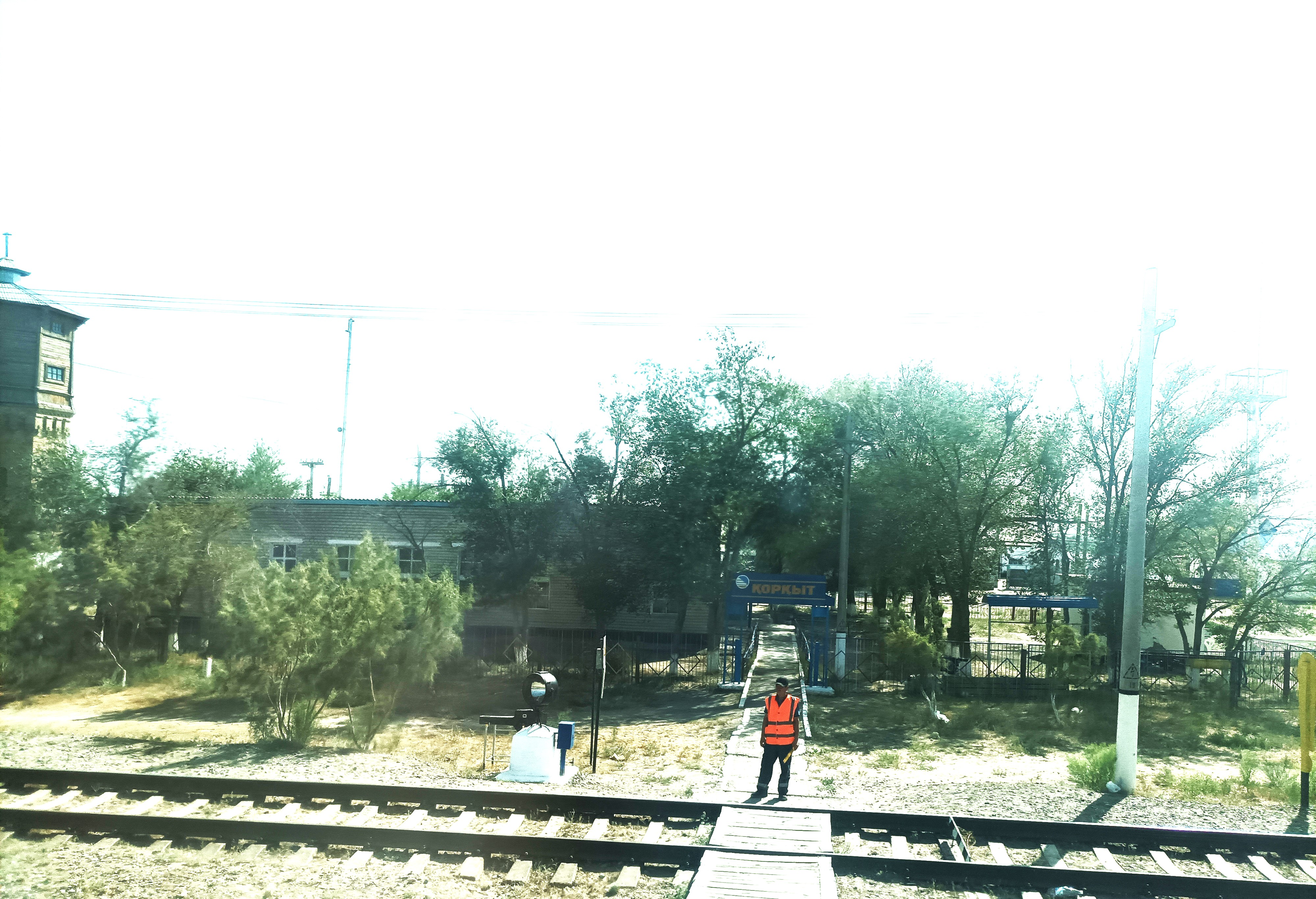
Станция
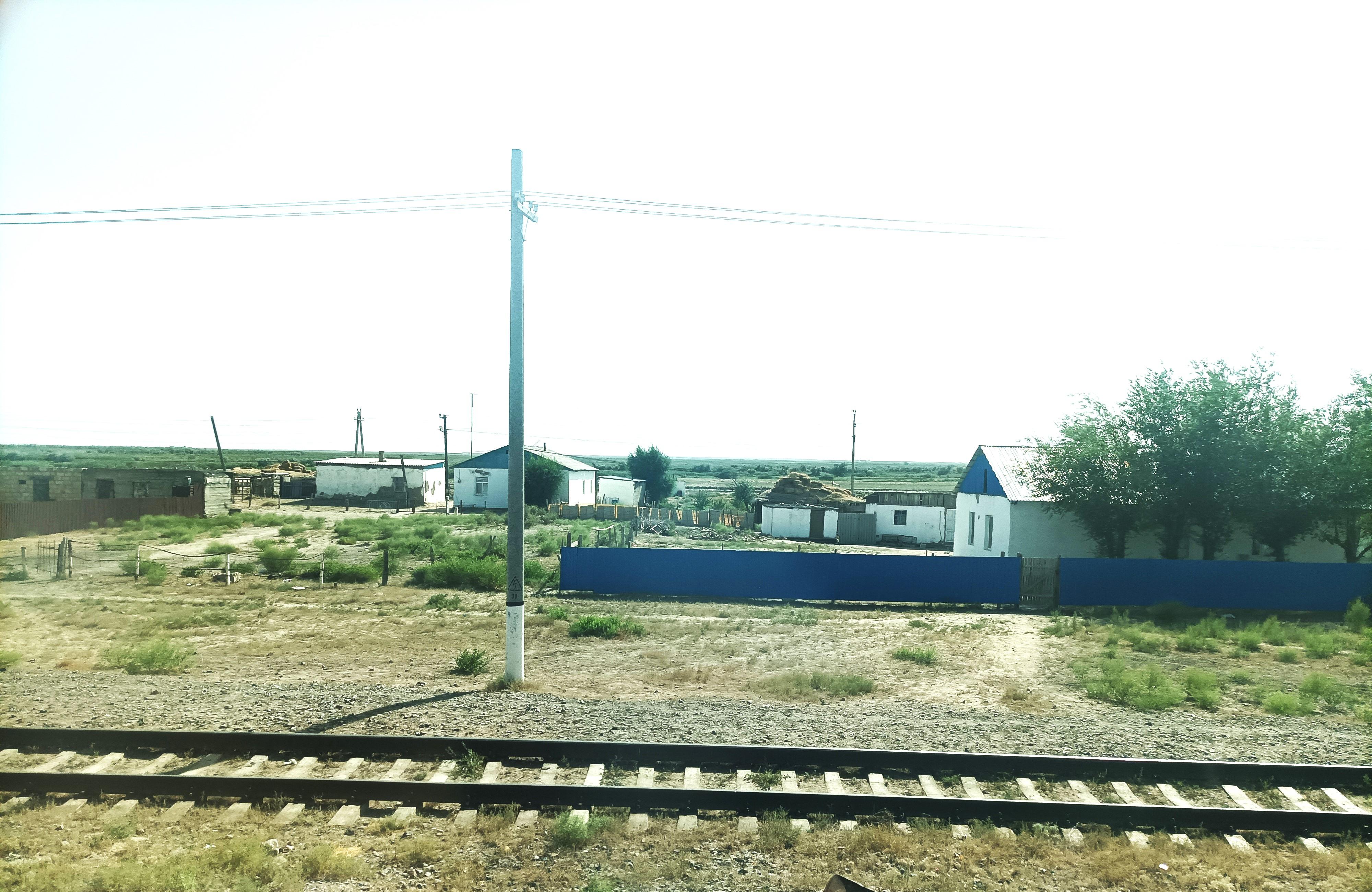
Коркыт
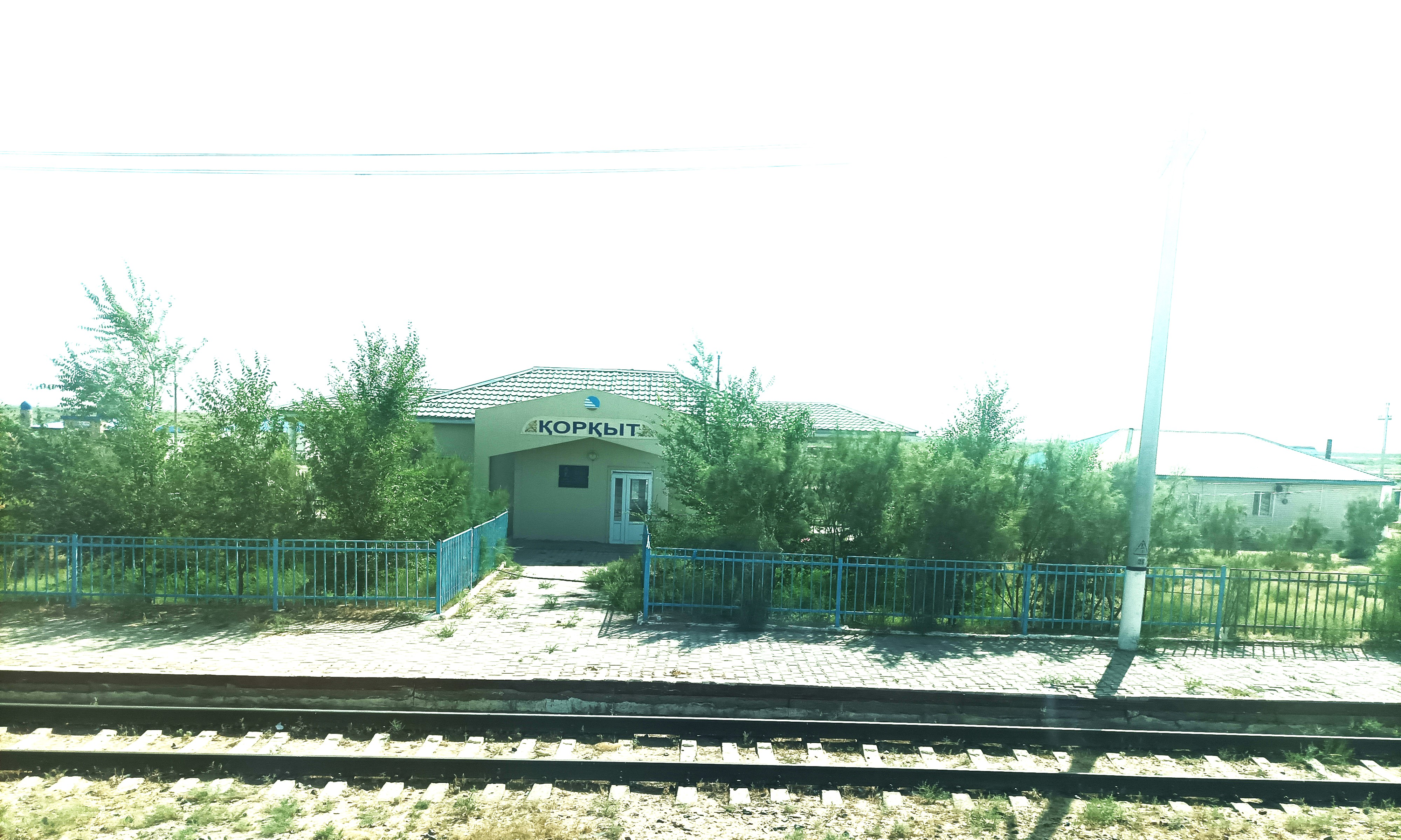
ж.д.станция
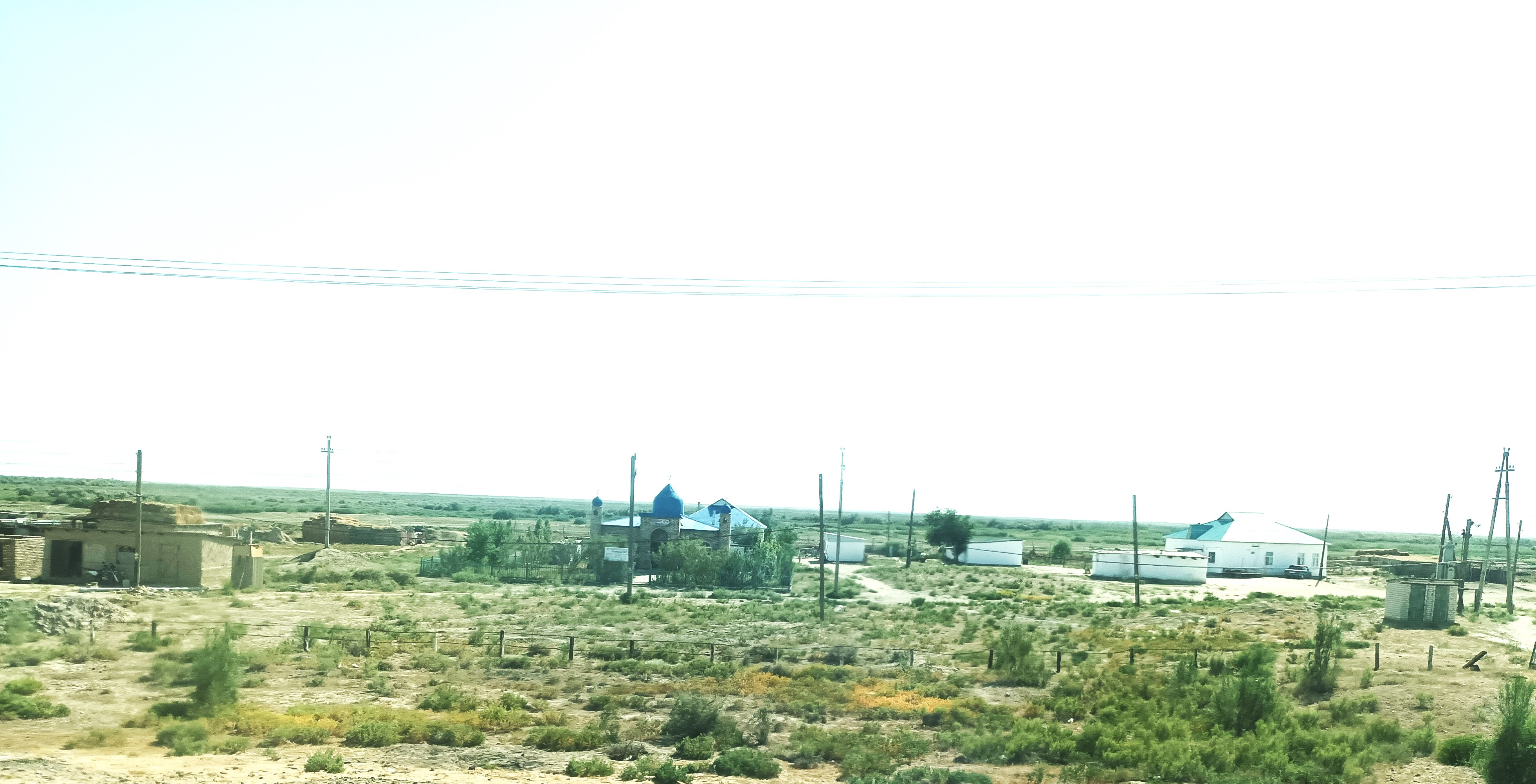
Мечеть